# Championnat de Corée du Sud de baseball 2011
Navigation
2010 2012
La saison 2011 du Championnat de Corée du Sud de baseball de l'Organisation coréenne de baseball est la 30e édition de cette épreuve. La compétition débute le 2 avril avec en match d'ouverture une opposition entre le champion sortant, SK Wyverns, et Nexen Heroes. Les trois autres affiches au programme de la journée d'ouverture sont Kia Tigers-Samsung Lions, Doosan Bears-LG Twins et Lotte Giants-Hanwha Eagles.
L'entraînement de printemps se tient du 12 au 27 mars.
Les Samsung Lions remportent le titre en s'imposant 4-1 face au SK Wyverns en série finale.

## Les équipes
| \| Séoul: Doosan Bears Nexen Heroes LG Twins Séoul Hanwha Eagles Kia Tigers Lotte Giants Samsung Lions SK Wyverns \| Localisation des clubs engagés dans le championnat. |
| Séoul: Doosan Bears Nexen Heroes LG Twins Séoul Hanwha Eagles Kia Tigers Lotte Giants Samsung Lions SK Wyverns                                                           |

| Equipe        | Ville   | Stade                    | Capacité |
| ------------- | ------- | ------------------------ | -------- |
| Doosan Bears  | Séoul   | Jamsil Baseball Stadium  | 30 500   |
| Hanwha Eagles | Daejeon | Daejeon Baseball Stadium | 13 042   |
| Nexen Heroes  | Séoul   | Mokdong Baseball Stadium | 16 165   |
| Kia Tigers    | Gwangju | Moodeung Stadium         | 15 200   |
| Lotte Giants  | Pusan   | Sajik Baseball Stadium   | 30 543   |
| LG Twins      | Séoul   | Jamsil Baseball Stadium  | 30 500   |
| Samsung Lions | Daegu   | Daegu Baseball Stadium   | 13 941   |
| SK Wyverns    | Incheon | Munhak Baseball Stadium  | 30 480   |

## Saison régulière
| Pl. | Équipe        | J   | V  | D  | N | %    |
| --- | ------------- | --- | -- | -- | - | ---- |
| 1   | Samsung Lions | 133 | 79 | 50 | 4 | .612 |
| 2   | Lotte Giants  | 133 | 72 | 56 | 5 | .563 |
| 3   | SK Wyverns    | 133 | 71 | 59 | 3 | .547 |
| 4   | Kia Tigers    | 133 | 70 | 63 | 0 | .526 |
| 5   | Doosan Bears  | 133 | 61 | 70 | 2 | .466 |
| 6   | LG Twins      | 133 | 59 | 72 | 2 | .450 |
| 7   | Hanwha Eagles | 133 | 59 | 72 | 2 | .450 |
| 8   | Nexen Heroes  | 133 | 51 | 80 | 2 | .389 |

### Séries éliminatoires
Les SK Wyverns s'imposent 4-1 dans la série entre les 3e et 4e de saison régulière face aux Kia Tigers. Ils remportent ensuite la demi-finale face aux Chiba Lottes 3-2 avant de s'incliner en finale face au leader de saison régulière, les Samsung Lions, 4-1 en Korean Series.